# Limelite, Luv and Niteclubz
Albums de Da Brat
Unrestricted
(2000)
Singles
1. In Luv wit Chu
Sortie : 8 avril 2003

Limelite, Luv and Niteclubz est le quatrième album studio de Da Brat, sorti le 15 juillet 2003.
L'album s'est classé 6e au Top R&B/Hip-Hop Albums et 17e au Billboard 200.

## Liste des titres
| No  | Titre                                                         | Contient un (des) sample(s) de | Durée |
| --- | ------------------------------------------------------------- | --- | ----- |
| 1.  | World Premiere (featuring Jermaine Dupri, Q da Kid et M.O.P.) | | 3:15  |
| 2.  | In Love Wit Chu (featuring Cherish)                           | | 4:08  |
| 3.  | Ain't Got Time to Waste                                       | | 4:08  |
| 4.  | Got Thing for You (featuring Mariah Carey)                    | What You Won't Do for Love de Bobby Caldwell Breakin' My Heart (Pretty Brown Eyes) de Mint Condition Stutter (Double Take Remix) de Joe featuring Mystikal Fallin' d'Alicia Keys | 5:02  |
| 5.  | Who Am I                                                      | | 4:44  |
| 6.  | Boom                                                          | | 4:09  |
| 7.  | Got It Poppin'                                                | Darryl and Joe (Krush Groove 3) de Run–DMC | 3:52  |
| 8.  | Chuch (featuring Cee Lo Green)                                | | 4:27  |
| 9.  | Get Somebody (featuring Keisha Jackson)                       | | 4:20  |
| 10. | I Was the One (featuring Anthony Hamilton)                    | | 4:40  |
| 11. | Gushy Wushy                                                   | | 3:59  |